# Filmographie de Roscoe Arbuckle

## Filmographie
Source principale de la filmographie :

### Selig Polyscope Company1909 - 1913
| Année | Date        | Titre en français | Titre original                  | Réalisateur    | Scénariste | Acteur | Notes |
| ----- | ----------- | ----------------- | ------------------------------- | -------------- | ---------- | ------ | ----- |
| 1909  | 1er juillet | -                 | Ben's Kid                       | Francis Boggs  | -          | Oui    |       |
| 1909  | 30 août     | -                 | Mrs. Jones’ Birthday            | -              | -          | Oui    |       |
| 1909  | 29 novembre | -                 | Making It Pleasant For Him (en) | -              | -          | Oui    |       |
| 1910  | 10 octobre  | -                 | The Sanitarium                  | -              | -          | Oui    |       |
| 1913  | 21 avril    | -                 | Alas! Poor Yorick!              | Colin Campbell | -          | Oui    |       |

### The Keystone Film Company1913
| Année          | Date          | Titre en français                                | Titre original             | Réalisateur    | Scénariste | Acteur | Notes |
| -------------- | ------------- | ------------------------------------------------ | -------------------------- | -------------- | ---------- | ------ | ----- |
| mai 1913       | 29 mai        | Fatty et le Voleur                               | The Gangsters              | Henry Lehrman  | -          | Oui    |       |
| juin 1913      | 5 juin        | -                                                | Passions, He Had Three     | Henry Lehrman  | -          | Oui    |       |
| juin 1913      | 5 juin        | -                                                | Help! Help! Hydrophobia!   | Henry Lehrman  | -          | Oui    |       |
| juin 1913      | 16 juin       | Mabel et le Caramel (en)                         | The Waiters’ Picnic        | Mack Sennett   | -          | Oui    |       |
| juin 1913      | 23 juin       | -                                                | A Bandit                   | Mack Sennett   | -          | Oui    |       |
| juin 1913      | 23 juin       | -                                                | Peeping Pete               | Mack Sennett   | -          | Oui    |       |
| juin 1913      | 30 juin       | Pour l’amour de Mabel                            | For the Love of Mabel      | Henry Lehrman  | -          | Oui    |       |
| juillet 1913   | 3 juillet     | -                                                | Rastus and the Game Cock   | Mack Sennett   | -          | Oui    |       |
| juillet 1913   | 7 juillet     | -                                                | Save in Jail               | Mack Sennett   | -          | Oui    |       |
| juillet 1913   | 10 juillet    | Le Club des cascamorts (en) (The Telltale Light) | The Telltale Light         | Mack Sennett   | -          | Oui    |       |
| juillet 1913   | 14 juillet    | -                                                | Love and Rubbish           | Henry Lehrman  | -          | Oui    |       |
| juillet 1913   | 17 juillet    | Mabel au fond de l'eau                           | A Noise from the Deep      | Mack Sennett   | -          | Oui    |       |
| juillet 1913   | 21 juillet    | -                                                | Love and Courage (en)      | Henry Lehrman  | -          | Oui    |       |
| juillet 1913   | 31 juillet    | Le Voisin de Mabel (en)                          | Prof. Bean’s Removal       | Henry Lehrman  | -          | Oui    |       |
| août 1913      | 8 août        | -                                                | Almost a Rescue (it)       | Al Christie    | -          | Oui    |       |
| août 1913      | 11 août       | Le Complot manqué (en)                           | The Riot                   | Mack Sennett   | -          | Oui    |       |
| août 1913      | 28 août       | Le Héros de Mabel                                | Mabel’s New Hero           | Mack Sennett   | -          | Oui    |       |
| septembre 1913 | 1er septembre | Fatty pilote de course (en)                      | Fatty’s Day Off            | Wilfred Lucas  | -          | Oui    |       |
| septembre 1913 | 8 septembre   | Mabel fait du cinéma                             | Mabel’s Dramatic Career    | Mack Sennett   | -          | Oui    |       |
| septembre 1913 | 11 septembre  | La Reine des bohémiens                           | The Gypsy Queen            | Mack Sennett   | -          | Oui    |       |
| septembre 1913 | 18 septembre  | -                                                | The Fatal Taxicab          | Mack Sennett   | -          | Oui    |       |
| septembre 1913 | 22 septembre  | -                                                | When Dreams Come True (en) | Mack Sennett   | -          | Oui    |       |
| septembre 1913 | 25 septembre  | -                                                | Mother's Boy               | Henry Lehrman  | -          | Oui    |       |
| octobre 1913   | 20 octobre    | -                                                | Two Old Tars               | Henry Lehrman  | -          | Oui    |       |
| octobre 1913   | 23 octobre    | Un mariage bien tranquille (en)                  | A Quiet Little Wedding     | Wilfred Lucas  | -          | Oui    |       |
| octobre 1913   | 30 octobre    | Mabel aux courses                                | The Speed Kings            | Wilfred Lucas  | -          | Oui    |       |
| novembre 1913  | 3 novembre    | Fatty à San Diego (en)                           | Fatty at San Diego         | George Nichols | -          | Oui    |       |
| novembre 1913  | 10 novembre   | -                                                | A Small Town Act           | George Nichols | -          | Oui    |       |
| novembre 1913  | 10 novembre   | -                                                | The Milk We Drink          | Wilfred Lucas  | -          | Oui    |       |
| novembre 1913  | 13 novembre   | -                                                | Wine (en)                  | George Nichols | -          | Oui    |       |
| novembre 1913  | 24 novembre   | Fatty policeman                                  | Fatty Joins the Force      | George Nichols | -          | Oui    |       |
| décembre 1913  | 1er décembre  | -                                                | The Woman Haters           | Henry Lehrman  | -          | Oui    |       |
| décembre 1913  | 8 décembre    | Une course à la mairie (en)                      | Ride for a Bride           | George Nichols | -          | Oui    |       |
| décembre 1913  | 18 décembre   | Les Flirts de Fatty (en)                         | Fatty’s Flirtation         | George Nichols | -          | Oui    |       |
| décembre 1913  | 20 décembre   | -                                                | His Sister's Kids (en)     | George Nichols | -          | Oui    |       |
| décembre 1913  | 25 décembre   | -                                                | Some Nerve (en)            | Mack Sennett   | -          | Oui    |       |
| décembre 1913  | 29 décembre   | -                                                | He Would a Hunting Go (en) | George Nichols | -          | Oui    |       |

### The Keystone Film Company1914
| Année         | Date         | Titre en français                                      | Titre original                   | Réalisateur                | Scénariste | Acteur | Notes                                    |
| ------------- | ------------ | ------------------------------------------------------ | -------------------------------- | -------------------------- | ---------- | ------ | ---------------------------------------- |
| janvier 1914  | 1er janvier  | Des pieds et des mains (en)                            | A Misplaced Foot                 | Wilfred Lucas              | -          | Oui    |                                          |
| janvier 1914  | 8 janvier    | Fatty shérif                                           | The Under Sheriff                | George Nichols             | -          | Oui    |                                          |
| janvier 1914  | 12 janvier   | -                                                      | A Flirt's Mistake                | George Nichols             | -          | Oui    |                                          |
| janvier 1914  | 17 janvier   | Les Bandits du village                                 | In the Clutches of the Gang      | George Nichols             | -          | Oui    |                                          |
| janvier 1914  | 24 janvier   | Les Noces de Fatty                                     | Rebecca’s Wedding Day            | George Nichols             | -          | Oui    |                                          |
| février 1914  | 12 février   | -                                                      | A Robust Romeo                   | George Nichols             | -          | Oui    |                                          |
| février 1914  | 23 février   | Les Noces de Fatty                                     | Twixt Love and Fire              | George Nichols             | -          | Oui    |                                          |
| mars 1914     | 2 mars       | Charlot fait du cinéma                                 | A Film Johnnie                   | George Nichols             | -          | Oui    |                                          |
| mars 1914     | 9 mars       | Charlot danseur                                        | Tango Tangles                    | Mack Sennett               | -          | Oui    |                                          |
| mars 1914     | 16 mars      | Charlot entre le bar et l'amour                        | His Favorite Pastime             | George Nichols             | -          | Oui    |                                          |
| mars 1914     | 19 mars      | Le Démon du village                                    | A Rural Demon                    | Henry Lehrman Mack Sennett | -          | Oui    |                                          |
| mars 1914     | 28 mars      | Fatty au poulailler                                    | Barnyard Flirtations             | Oui                        | -          | Oui    | Premier film réalisé par Roscoe Arbuckle |
| avril 1914    | 2 avril      | -                                                      | Chicken Chaser (en)              | Oui                        | -          | Oui    | Coréalisé avec Henry Lehrman ?           |
| avril 1914    | 13 avril     | -                                                      | A Bath House Beauty (en)         | Oui                        | -          | Oui    | Coréalisé avec Mack Sennett ?            |
| avril 1914    | 23 avril     | -                                                      | Where Hazel Met the Villain (en) | Oui                        | -          | Oui    |                                          |
| avril 1914    | 25 avril     | -                                                      | Bowery Boys                      | George Nichols             | -          | Oui    |                                          |
| mai 1914      | 9 mai        | -                                                      | A Suspended Ordeal (en)          | Oui                        | -          | Oui    |                                          |
| mai 1914      | 18 mai       | Fatty sauve son chien (en)                             | The Water Dog                    | Oui                        | -          | Oui    |                                          |
| mai 1914      | 28 mai       | L'Alarme des pompiers                                  | The Alarm                        | Oui                        | -          | Oui    |                                          |
| juin 1914     | 6 juin       | -                                                      | Our Country Cousin (en)          | Oui                        | -          | Oui    |                                          |
| juin 1914     | 11 juin      | Charlot et Fatty dans le ring Charlot et Fatty boxeurs | The Knockout                     | Charles Avery              | -          | Oui    |                                          |
| juin 1914     | 25 juin      | Fatty coureur de dot (en)                              | Fatty and the Heiress            | Oui                        | -          | Oui    |                                          |
| juillet 1914  | 2 juillet    | Fatty n'est pas veinard (en)                           | Fatty’s Finish                   | Oui                        | -          | Oui    |                                          |
| juillet 1914  | 4 juillet    | -                                                      | Love and Bullets                 | Oui                        | -          | Oui    |                                          |
| juillet 1914  | 6 juillet    | -                                                      | A Rowboat Romance (en)           | Oui                        | -          | Oui    |                                          |
| juillet 1914  | 18 juillet   | Fatty aviateur (en)                                    | The Sky Pirate                   | Oui                        | -          | Oui    |                                          |
| juillet 1914  | 23 juillet   | Le Rival de Fatty (en)                                 | Those Happy days                 | Oui                        | -          | Oui    |                                          |
| août 1914     | 17 août      | Fatty roi nègre (en)                                   | That Minstrel Man                | Oui                        | -          | Oui    |                                          |
| août 1914     | 20 août      | Mabel et Fatty à la campagne (en)                      | Those Country Kids               | Oui                        | -          | Oui    |                                          |
| août 1914     | 22 août      | -                                                      | Caught in a Flue                 | -                          | -          | Oui    | ???                                      |
| août 1914     | 24 août      | Le Cadeau de Fatty (en)                                | Fatty’s Gift                     | Oui                        | -          | Oui    |                                          |
| août 1914     | 27 août      | Charlot grande coquette                                | The Masquerader                  | Charlie Chaplin            | -          | Oui    |                                          |
| août 1914     | 31 août      | Charlot garde-malade                                   | His New Profession               | Charlie Chaplin            | -          | Oui    |                                          |
| août 1914     | 5 septembre  | Fatty sauveteur (en)                                   | A Brand New Hero                 | Oui                        | -          | Oui    |                                          |
| août 1914     | 7 septembre  | Charlot et Fatty font la bombe                         | The Rounders                     | Charlie Chaplin            | -          | Oui    |                                          |
| août 1914     | 19 septembre | -                                                      | Lover's Luck (en)                | Oui                        | -          | Oui    |                                          |
| août 1914     | 26 septembre | Fatty dans le monde (en)                               | Fatty’s Debut                    | Oui                        | -          | Oui    |                                          |
| octobre 1914  | 1er octobre  | Fatty sauveteur                                        | Killing Horace                   | -                          | -          | Oui    | ???                                      |
| octobre 1914  | 3 octobre    | -                                                      | Fatty Again (en)                 | Oui                        | -          | Oui    |                                          |
| octobre 1914  | 5 octobre    | -                                                      | Their Ups and Downs (en)         | Oui                        | -          | Oui    |                                          |
| octobre 1914  | 17 octobre   | -                                                      | Their Ups and Downs (en)         | Oui                        | -          | Oui    |                                          |
| novembre 1914 | 2 novembre   | Fatty est amoureux (en)                                | Lovers’ Post Office              | Oui                        | -          | Oui    |                                          |
| novembre 1914 | 12 novembre  | Une Aventure de Fatty                                  | An Incompetent Hero              | Oui                        | -          | Oui    |                                          |
| novembre 1914 | 16 novembre  | Fatty et son sosie (en)                                | Fatty’s Jonah Day                | Oui                        | -          | Oui    |                                          |
| novembre 1914 | 21 novembre  | Fatty fait des fredaines (en)                          | Fatty’s Wine Party               | Oui                        | -          | Oui    |                                          |
| novembre 1914 | 23 novembre  | Mabel et le cachalot                                   | The Sea Nymps                    | Oui                        | -          | Oui    |                                          |
| novembre 1914 | 30 novembre  | -                                                      | Leading Lizzie Astray            | Oui                        | -          | Oui    |                                          |
| décembre 1914 | 3 décembre   | Fatty anarchiste (en)                                  | Shotguns That Kick               | Oui                        | -          | Oui    |                                          |
| décembre 1914 | 14 décembre  | La Culotte magique de Fatty                            | Fatty’s Magic Pants              | Oui                        | -          | Oui    |                                          |
| décembre 1914 | 21 décembre  | Fatty chez les peaux rouges                            | Fatty and Minnie He-Haw          | Oui                        | -          | Oui    |                                          |

### The Keystone Film Company1915
| Année        | Date        | Titre en français                         | Titre original                                                  | Réalisateur   | Scénariste | Acteur | Notes                                                            |
| ------------ | ----------- | ----------------------------------------- | --------------------------------------------------------------- | ------------- | ---------- | ------ | ---------------------------------------------------------------- |
| janvier 1915 | 14 janvier  | La Lessive de Mabel (en)                  | Mabel and Fatty’s Wash Day                                      | Oui           | -          | Oui    |                                                                  |
| janvier 1915 | 18 janvier  | La Belle amie de Fatty (en)               | Fatty and Mabel’s Simple Life                                   | Oui           | -          | Oui    |                                                                  |
| janvier 1915 | 23 janvier  | Fatty et Mabel visitent l'exposition (en) | Fatty and Mabel at the San Diego Exposition                     | Oui           | -          | Oui    |                                                                  |
| janvier 1915 | 28 janvier  | Mabel épouse Fatty                        | Mabel, Fatty and the Law                                        | Oui           | -          | Oui    |                                                                  |
| février 1915 | 1er février | Le Neveu de Fatty (en)                    | Fatty’s New Role                                                | Oui           | -          | Oui    |                                                                  |
| février 1915 | 11 février  | Fatty et Mabel se marient (en)            | Mabel and Fatty’s Married Life                                  | Oui           | -          | Oui    |                                                                  |
| février 1915 | 13 février  | -                                         | Hogan's Romance Upset (en)                                      | Charles Avery | -          | Oui    | Figuration aux côtés d'Harold Lloyd                              |
| mars 1915    | 4 mars      | Les Tribulations de Fatty                 | Fatty’s Reckless Fling                                          | Oui           | -          | Oui    |                                                                  |
| mars 1915    | 8 mars      | Fatty fait une conquête                   | Fatty’s Chance Aquaintance                                      | Oui           | -          | Oui    |                                                                  |
| mars 1915    | 15 mars     | Fatty et Mabel à l'opéra (en)             | That Little Band of Gold                                        | Oui           | -          | Oui    |                                                                  |
| mars 1915    | 19 mars     | -                                         | Wished on Mabel                                                 | Oui           | -          | Oui    | Selon certaines sources attribué à Mabel Normand                 |
| mars 1915    | 20 mars     | Le Chien de Fatty (en)                    | Fatty’s Faithful Fido                                           | Oui           | -          | Oui    |                                                                  |
| avril 1915   | 1er avril   | Fatty aviateur (en)                       | When Love Took Wings                                            | Oui           | -          | Oui    |                                                                  |
| avril 1915   | 22 avril    | Fatty et Mabel à l'exposition (en)        | Mabel and Fatty Viewing the World’s Fair at San Francisco, Cal. | Oui           | -          | Oui    |                                                                  |
| mai 1915     | 1er mai     | La Volonté de Mabel                       | Mabel’s Wilful Way                                              | Oui           | -          | Oui    | Selon certaines sources attribué à Mabel Normand et Mack Sennett |
| mai 1915     | 15 mai      | Miss Fatty aux bains de mer (en)          | Miss Fatty’s Seaside Lovers                                     | Oui           | -          | Oui    |                                                                  |
| juin 1915    | 21 juin     | Mabel institutrice                        | The Little Teacher                                              | Oui           | -          | Oui    | Selon certaines sources attribué à Mack Sennett                  |
| juin 1915    | 28 juin     | Le Brave petit chien de Fatty (en)        | Fatty’s Plucky Pup                                              | Oui           | -          | Oui    |                                                                  |
| juillet 1915 | 4 mars      | Fatty teinturier                          | Fatty’s Tintype Tangle                                          | Oui           | -          | Oui    |                                                                  |

### Triangle Film Corporation1915 - 1916
| Année | Date        | Titre en français           | Titre original               | Réalisateur (s) | Scénariste (s) | Acteur | Notes                                       |
| ----- | ----------- | --------------------------- | ---------------------------- | --------------- | -------------- | ------ | ------------------------------------------- |
| 1915  | 14 novembre | Fatty et la plongeuse       | Fickle Fatty’s Fall          | Oui             | -              | Oui    |                                             |
| 1915  | 12 décembre | Fatty et le charlatan       | The Village Scandal          | Oui             | -              | Oui    |                                             |
| 1915  | 19 décembre | Fatty au théâtre            | Fatty and the Broadway Stars | Oui             | -              | Oui    |                                             |
| 1916  | 9 janvier   | Fatty et Mabel à la mer     | Fatty and Mabel Adrift       | Oui             | -              | Oui    |                                             |
| 1916  | 30 janvier  | Le Cauchemar de Fatty       | He Did and He Didn’t         | Oui             | Oui            | Oui    |                                             |
| 1916  | 20 février  | Pour l’amour de Mabel       | Bright Lights                | Oui             | -              | Oui    |                                             |
| 1916  | 2 avril     | Fatty pipelette (en)        | His Wife’s Mistake           | Oui             | -              | Oui    |                                             |
| 1916  | 16 avril    | Fatty vagabond              | The Other Man                | Oui             | -              | Oui    | Le film est parfois attribué à Mack Sennett |
| 1916  | 14 mai      | Le Bal des domestiques (en) | The Waiters’ Ball            | Oui             | -              | Oui    |                                             |
| 1916  | 5 juillet   | -                           | A Creampuff Romance (en)     | Oui             | -              | Oui    |                                             |

### Comique Film Corporation1917 - 1920
| Année | Date         | Titre en français       | Titre original     | Réalisateur (s)     | Scénariste (s)                             | Acteur | Notes                                     |
| ----- | ------------ | ----------------------- | ------------------ | ------------------- | ------------------------------------------ | ------ | ----------------------------------------- |
| 1917  | 23 avril     | Fatty boucher           | The Butcher Boy    | Oui                 | Oui · Joseph Anthony Roach                 | Oui    | 1er apparition à l'écran de Buster Keaton |
| 1917  | 21 mai       | Fatty en bombe          | A Reckless Romeo   | Oui                 | Oui · Joseph Anthony Roach                 | Oui    |                                           |
| 1917  | 21 mai       | Fatty chez lui          | The Rough House    | Oui · Buster Keaton | Oui · Joseph Anthony Roach · Buster Keaton | Oui    |                                           |
| 1917  | 20 août      | La Noce de Fatty        | His Wedding Night  | Oui                 | Oui                                        | Oui    |                                           |
| 1917  | 30 septembre | Fatty docteur           | Oh Doctor!         | Oui                 | Jean C. Havez Joseph Anthony Roach         | Oui    |                                           |
| 1917  | 29 octobre   | Fatty à la fête foraine | Coney Island       | Oui                 | Oui                                        | Oui    |                                           |
| 1917  | 10 décembre  | Fatty m'assiste         | A Country Hero     | Oui                 | Oui                                        | Oui    |                                           |
| 1918  | 20 février   | Fatty bistro            | Our West           | Oui                 | Natalie Talmadge                           | Oui    |                                           |
| 1918  | 18 mars      | Fatty groom             | The Bell Boy       | Oui                 | Oui                                        | Oui    |                                           |
| 1918  | 13 mai       | La Mission de Fatty     | Moonshine          | Oui                 | Oui                                        | Oui    |                                           |
| 1918  | 8 juillet    | Fatty à la clinique     | Good Night, Nurse  | Oui                 | Oui                                        | Oui    |                                           |
| 1918  | 15 septembre | Fatty cuisinier         | The Cook           | Oui                 | Oui                                        | Oui    |                                           |
| 1918  | 24 novembre  | Fatty shérif            | The Sheriff        | Oui                 | Oui                                        | Oui    |                                           |
| 1919  | 5 janvier    | -                       | Camping Out        | Oui                 | Oui                                        | Oui    |                                           |
| 1919  | 16 février   | -                       | The Pullman Porter | Oui                 | Oui                                        | Oui    |                                           |
| 1919  | 2 mars       | Fatty rival de Picratt  | Love               | Oui                 | Oui                                        | Oui    |                                           |
| 1919  | 5 avril      | -                       | The Bank Clerk     | Oui                 | Oui                                        | Oui    |                                           |
| 1919  | 1er juin     | Le Héros du désert      | A Desert Hero      | Oui                 | Oui · Jean C. Havez                        | Oui    |                                           |
| 1919  | 7 septembre  | Fatty cabotin           | Back Stage         | Oui                 | Oui · Jean C. Havez                        | Oui    |                                           |
| 1919  | 26 octobre   | Un garçon séduisant     | The Hayseed        | Oui                 | Oui · Jean C. Havez                        | Oui    |                                           |
| 1920  | 11 janvier   | Le Garage infernal      | The Garage         | Oui                 | Oui · Jean C. Havez                        | Oui    |                                           |

### Paramount Pictures 1920 - 1921
| Année                                                                         | Date                                                                          | Titre en français         | Titre original                   | Réalisateur     | Scénariste                  | Genre   | Notes                                                                |
| ----------------------------------------------------------------------------- | ----------------------------------------------------------------------------- | ------------------------- | -------------------------------- | --------------- | --------------------------- | ------- | -------------------------------------------------------------------- |
| 1920                                                                          | 10 octobre                                                                    | Fatty, l'intrépide shérif | The Round-Up                     | George Melford  | Tom Forman                  | Western |                                                                      |
| 1920                                                                          | 12 décembre                                                                   | Fatty candidat            | The Life of the Party            | Joseph Henabery | Walter Woods                | Drame   |                                                                      |
| 1921                                                                          | 28 janvier                                                                    | Les Millions de Fatty     | Brewster's Million               | Joseph Henabery | Walter Woods                | Comédie |                                                                      |
| 1921                                                                          | 3 avril                                                                       | Fatty détective amateur   | The Dollar a Year Man            | James Cruze     | Walter Woods                | Comédie |                                                                      |
| 1921                                                                          | 5 juin                                                                        | -                         | Traveling Salesman (en)          | Joseph Henabery | Walter Woods                | Comédie |                                                                      |
| 1921                                                                          | 20 août                                                                       | -                         | Gasoline Gus (en)                | James Cruze     | Walter Woods                | Comédie |                                                                      |
| 1921                                                                          | 28 août                                                                       | -                         | Crazy to Marry (en)              | James Cruze     | Walter Woods Frank Condon   | Comédie |                                                                      |
| Tournés en 1921 Films non sortis aux États-Unis à cause de l'affaire Arbuckle | Tournés en 1921 Films non sortis aux États-Unis à cause de l'affaire Arbuckle | -                         | Leap Year (en)                   | James Cruze     | Walter Woods Sarah Y. Mason | Comédie | Tourné du 16 mai au 9 juin 1921 Sorti en Europe le 22 mars 1922      |
| Tournés en 1921 Films non sortis aux États-Unis à cause de l'affaire Arbuckle | Tournés en 1921 Films non sortis aux États-Unis à cause de l'affaire Arbuckle | -                         | Freight Prepaid The Fast Freight | James Cruze     | Curtis Benton               | Comédie | Tourné du 18 juillet au 13 août 1921 Sorti en Europe le 18 juin 1922 |

### The Vitaphone Corporation 1932 - 1933
| Année | Date         | Titre en français | Titre original        | Réalisateur        | Scénariste               | Acteur | Notes |
| ----- | ------------ | ----------------- | --------------------- | ------------------ | ------------------------ | ------ | ----- |
| 1932  | 12 novembre  | -                 | Hey, Pop! (en)        | Alfred J. Goulding | Jack Henley Glen Lambert | Oui    |       |
| 1933  | 4 février    | -                 | Buzzin' Around (en)   | Alfred J. Goulding | Jack Henley              | Oui    |       |
| 1933  | 24 juin      | -                 | How've You Bean? (en) | Alfred J. Goulding | Jack Henley Glen Lambert | Oui    |       |
| 1933  | 30 septembre | -                 | Close Relations (en)  | Ray McCarey        | Jack Henley Glen Lambert | Oui    |       |
| 1933  | 25 novembre  | -                 | In the Dough (en)     | Ray McCarey        | Jack Henley Glen Lambert | Oui    |       |
| 1933  | 30 décembre  | -                 | Tomalio (en)          | Ray McCarey        | Jack Henley              | Oui    |       |

## Films apparaissant sur la base IMDb mais non retenus

### 1912A Voice from the Deep
Il semble qu’il y ait confusion entre A Voice from the Deep et A Noise from the Deep tous les deux réalisés par Mack Sennett, le premier en mars 1912 pour la Biograph Company et le second en juillet 1913 pour la Keystone Company. Début 1912, Roscoe Arbuckle est en tournée au théâtre et il est assez improbable qu’il puisse faire une seule apparition (il n’est pas crédité au générique de A Voice from the Deep) pour la Biograph avec laquelle par ailleurs il n’a jamais tourné.
Mabel Normand est de la même manière créditée au générique de ce film pour une figuration sans doute à cause de la même confusion.